# Рејнбек (Ајова)
Рејнбек (енгл. Reinbeck) град је у америчкој савезној држави Ајова. По попису становништва из 2010. у њему је живело 1.664 становника.

## Демографија
Према попису становништва из 2010. у граду је живело 1.664 становника, што је -87 (-5.0%) становника више него 2000. године.
| Група             | 2000.         | 2010.         |
| Белци             | 1.738 (99,3%) | 1.631 (98,0%) |
| Афроамериканци    | 2 (0,1%)      | 4 (0,2%)      |
| Азијати           | 3 (0,2%)      | 1 (0,1%)      |
| Хиспаноамериканци | 7 (0,4%)      | 19 (1,1%)     |
| Укупно            | 1.751         | 1.664         |